# PortableApps.com
 (octobre 2018).
PortableApps.com (abréviation de portable applications ; en français, applications portables), est une suite logicielle open source (composée de divers logiciels libres et versions portables de diverses applications) créée par John T. Haller destinée à être utilisée à partir d'un média amovible, tel une clé USB.

## Applications portables
PortableApps.com définit leurs applications portables comme étant: « Une application portable est un programme informatique que vous pouvez transporter avec vous sur un dispositif portable et utiliser sur tout ordinateur Windows. Lorsque votre clé USB, disque dur portable, iPod ou autre appareil portable est branché, vous avez accès à votre logiciel et vos données personnelles, comme vous le feriez sur votre propre PC. Et si vous débranchez l'appareil, aucune de vos données personnelles ne sera laissée sur l'ordinateur. »,.

## Compatibilité
Les programmes sur PortableApps.com sont des programmes informatiques qui peuvent être stockés sur un périphérique de stockage portable et, ou amovible, sans être installés sur l'ordinateur hôte. Les applications fournies par PortableApps.com sont des versions modifiées des logiciels existants, qui fonctionnent à partir de l'accès direct sur des supports permettant la lecture et l'écriture, y compris les lecteurs flash, lecteurs MP3, disques durs externes, disquettes (si la capacité est suffisante), ou même à partir d'un ordinateur sur son propre disque dur. Les applications sont installées dans des dossiers individuels afin que les modifications se limitent au dossier et ne laissent pas de traces sur le système hôte. Étant donné que l'application utilise la RAM de l'ordinateur hôte, elle ne modifie pas les paramètres de la base de registre et elle n'exige pas l'utilisation des privilèges administratifs (excepté certains utilitaires système, comme ceux de désinstallation de programmes par exemple, qui nécessitent des droits administrateur). La plupart des applications peuvent s'exécuter sur pratiquement n'importe quel ordinateur avec le système d'exploitation Microsoft Windows ou avec son concurrent libre Linux sous Wine.

## Historique
PortableApps.com a commencé comme un script pour lancer Firefox à partir d'un lecteur flash. John T. Haller a ensuite élargi le projet pour inclure la version portable de Mozilla Thunderbird et OpenOffice.org. Face au succès des applications portables, John T. Haller transféra les programmes sur un nouveau site communautaire qui sert maintenant de lieu afin de centraliser les connaissances et les efforts de développement de plusieurs projets d'applications portables.

## Liste des applications

### Accessibilité
- Balabolka Portable
- Dicom Portable
- Firefox Accessibility Extension
- On-Screen Keyboard Portable
- Virtual Magnifying Glass Portable

### Développement
- AkelPad Portable
- Cppcheck Portable
- Database Browser Portable
- Frhed Portable
- Geany Portable
- gVim Portable
- HM NIS Edit Portable
- IniTranslator Portable
- Notepad++ Portable - éditeur de code source
- Notepad2 Portable
- Notepad2-mod Portable
- NSIS Portable
- Nvu Portable & KompoZer Portable - éditeur HTML
- PortableApps.com Installer
- PortableApps.com Launcher
- SQLite Database Browser Portable
- Sqliteman Portable
- SWI-Prolog Portable
- Q-Eye Portable
- XAMPP - Apache, mySQL, PHP, phpMyAdmin, et autres dans une suite

### Éducation
- Artha Portable
- BPBible Portable - Outil d'étude de la Bible
- Celestia Portable - simulateur d'espace
- FreeMat Portable
- GoldenDict Portable
- Gramps Portable
- Marble Portable
- Mnemosyne Portable
- Stellarium Portable - planétarium
- TIPP10 Portable
- TypeFaster Portable

### Jeux
- 2048 Portable
- 4st Attack Portable
- Armagetron Advanced Portable
- AssaultCube Portable
- Atomic Tanks Portable
- Battle for Wesnoth Portable
- Beret Portable
- Big Solitaires 3D Portable
- Brutal Chess Portable
- BYOND Portable
- Canabalt Portable
- Chromium BSU Portable
- Cube Portable
- DOSBox Portable - Émulation de jeux DOS
- Freeciv Portable
- Frets on Fire Portable
- Get Sudoku Portable
- Golly Portable
- Hedgewars Portable
- Hex-a-Hop Portable
- IceBreaker Portable
- I Have No Tomatoes Portable
- Jooleem Portable - jeux de puzzle
- Kobo Deluxe Portable
- LBreakout2 Portable
- LMarbles Portable
- Lucas Chess Portable
- ManiaDrive Portable
- Mines Perfect Portable
- Monster 2 Portable
- NetHack Portable
- netPanzer Portable
- Neverball Portable
- OpenTTD Portable
- Pathological Portable
- Pingus Portable
- PokerTH Portable
- Project Invincible Portable
- Puzzle Collection Portable
- Quick Blackjack Portable
- Quick Bridge Portable
- Quick Cribbage Portable
- Quick Poker Portable
- Quick Solitaire Portable
- Rocks'n'Diamonds Portable
- Sauerbraten (Cube 2) Portable
- Scorched 3D Portable
- Sudoku Portable
- SuperTux Portable
- SuperTuxKart Portable
- T^3 Portable
- The Legend of Edgar Portable
- The Mana World Portable
- The Powder Toy Portable
- Tick5 Portable
- Tile World Portable
- Twin Distress Portable
- USB Sudoku Portable
- Warzone 2100 Portable
- WarMUX Portable
- WAtomic Portable
- WinBoard Chess Portable
- X-Moto Portable
- Zaz Portable

### Graphiques et images
- AndreaMosaic Portable
- AniFX Portable
- Blender Portable
- Cornice Portable - visualiseur d'image
- Dia Portable
- DiffImg Portable
- Fotografix Portable
- FotoSketcher Portable
- Fyre Portable
- GIMP Portable - éditeur d'image
- Greenfish Icon Editor Pro Portable
- Hot Spot Studio Portable
- IcoFX Portable
- Inkscape Portable
- IrfanView Portable
- JPEGView Portable
- K-3D Portable
- LazPaint Portable
- LibreCAD Portable
- Pencil Project Portable
- PicPick Portable
- PhotoFiltre Portable
- RawTherapee Portable
- Smart Deblur Portable
- XnView Portable

### Internet
- aMSN Portable - client de messagerie instantanée
- DamnVid Portable
- DownThemAll! Extension (pour Firefox)
- Ekiga Portable
- Feed Notifier Portable
- FeedRoller Portable
- FileZilla Portable - client FTP
- Free Download Manager Portable
- Google Chrome Portable
- gPodder Portable
- Instantbird Portable
- Iron Portable
- Juice Portable
- KiTTY Portable
- KVIrc Portable
- Links Portable
- LAN Messenger Portable
- Lynx Portable
- Maxthon Portable
- MicroSIP Portable
- Miranda IM Portable - client de messagerie instantanée
- Miranda NG Portable
- Mozilla Firefox, Portable Edition - navigateur web
- Mozilla Thunderbird, Portable Edition - client de messagerie
- Nvu Portable & KompoZer Portable - éditeur HTML
- Opera, Portable Edition
- Opera Mail Portable
- PChat Portable
- Pidgin Portable - client de messagerie instantanée
- PopMan Portable
- Private Browsing by PortableApps.com
- PuTTY Portable - TELNET and SSH client
- qBittorrent Portable
- QuiteRSS Portable
- QupZilla Portable
- QuteCom Portable
- Sage Extension (pour Firefox)
- SeaMonkey, Portable Edition
- Skype Portable
- TweetDeck Portable
- µTorrent Portable
- WackGet Portable
- WinSCP Portable - émulateur de terminal et client pour les protocoles SFTP, FTP et SCP
- WinWGet Portable
- wxDownload Fast Portable

### Musique et vidéo
- AIMP Portable
- Audacity Portable - éditeur audio
- CDex Portable
- cdrtfe Portable
- CoolPlayer+ Portable - lecteur audio
- DVDStyler Portable
- fre:ac Portable
- InfraRecorder Portable
- Media Player Classic - Home Cinema (MPC-HC) Portable
- Mp3splt-gtk Portable
- MuseScore Portable
- Paul Stretch Portable
- SMPlayer Portable
- Songbird Portable
- VirtualDub Portable - éditeur video
- VLC Media Player Portable - lecteur multimédia
- WaveShop Portable
- XMPlay Portable

### Bureautique
- A Note Portable
- AbiWord Portable
- BabelPad Portable
- CintaNotes Portable
- Dia Portable
- Evince Portable
- Finance Explorer Portable
- FocusWriter Portable
- Foxit Reader Portable
- GnuCash Portable
- Gnumeric Portable
- Jarte Portable
- KchmViewer Portable
- KeepNote Portable
- LibreOffice Portable - suite bureautique
- Money Manager Ex Portable
- Mozilla Sunbird, Portable Edition - calendrier
- Mozilla Thunderbird, Portable Edition (Address Book)
- OpenOffice.org Portable - suite bureautique
- PDFTK Builder Portable - éditeur de documents PDF
- PDF-XChange Viewer Portable
- PNotes Portable
- RedNotebook Portable
- Scribus Portable
- Sigil Portable
- SpeedCrunch Portable
- Stickies Portable
- Sumatra PDF Portable - lecteur PDF
- Task Coach Portable
- The Guide Portable
- WinDjView Portable
- ZoomIt Portable

### Sécurité
- ClamWin Portable
- Eraser Portable
- EraserDrop Portable
- HijackThis Portable
- Kaspersky TDSSKiller Portable
- KeePass Password safe portable
- McAfee Stinger Portable
- Password Gorilla Portable
- PeerBlock
- PWGen Portable
- Spybot - Search & Destroy Portable

### Utilitaires
- 2X Client Portable
- 7-Zip Portable - logiciel de compression de données et d'archivage
- Ant Renamer Portable
- AquaSnap Portable
- Autoruns Portable
- BabelMap Portable
- BleachBit Portable
- CamStudio Portable
- Checksum Control Portable
- Clicky Gone Portable
- Command Prompt Portable
- Console Portable
- ControlPad Portable
- Converber Portable
- ConvertAll Portable
- Cook Timer Portable
- CPU-Z Portable
- CrystalDiskInfo Portable
- CrystalDiskMark Portable
- CubicExplorer Portable
- Daphne Portable
- DebugView Portable
- Diffpdf Portable
- Disk Cleaner Portable
- Ditto Portable
- DM2 Portable
- Don't Panic! Portable
- dotNETInspector Portable
- DTaskManager Portable
- DSynchronize Portable
- DynDNS Simply Client Portable
- Explorer++ Portable
- FastCopy Portable
- FileAlyzer Portable
- FontForge Portable
- FreeCommander Portable
- FreeFileSync Portable
- Free UPX Portable
- Ghostscript Portable
- GPU-Z Portable
- grepWin Portable
- Gridy Portable
- HDHacker Portable
- HWiNFO Portable
- IObit Uninstaller Portable
- IObit Unlocker Portable
- JkDefrag Portable
- jPortable
- jPortable Browser Switch
- jPortable Launcher
- Lightscreen Portable
- Listary Portable
- PeaZip Portable
- PortableApps.com AppCompactor
- PortableApps.com Backup
- PortableApps.com Menu
- Process Explorer Portable
- Process Hacker Portable
- Process Monitor Portable
- Q-Dir Portable
- QwikMark Portable
- Rapid CRC Unicode Portable
- RBTray Portable
- Regshot Portable
- Rufus portable
- Revo Uninstaller Portable
- Shortcuts Search And Replace Portable
- SIW (System Information for Windows) Portable
- Smart Defrag Portable
- SnapTimer Portable
- SpeedyFox Portable
- Synkron Portable
- System Explorer Portable
- TeamViewer Portable
- Texter Portable
- TinyTask Portable
- Toucan
- TreeSize Free Portable
- TyperTask Portable
- UNetbootin Portable
- UltraDefrag Portable
- UUID-GUID Generator Portable
- Virtual Volumes View Portable
- VirtuaWin Portable
- WhatChanged Portable
- WhoDat Portable
- WinDirStat Portable
- Windows Error Lookup Tool Portable
- WinMd5Sum Portable
- WinPenguins Portable
- WinMerge Portable
- Wise Disk Cleaner Portable
- Wise Program Uninstaller Portable
- Wise Registry Cleaner Portable
- Wise Data Recovery Portable
- WinMTR Portable
- World Clock Portable
- Workrave Portable
- Xenon File Manager Portable
- XN Resource Editor Portable
- xpy Portable
- Zint Barcode Studio Portable
- ZSoft Uninstaller Portable